# Space Shuttle: A Journey into Space
Space Shuttle: A Journey into Space is een simulatiespel van Activision uit 1983. Het spel is ontworpen door Steve Kitchen en is verschenen op de Amstrad CPC, Apple II, Atari 2600, Atari 5200, Atari 8 bit-familie, Commodore 64, MSX en de ZX Spectrum.

## Gameplay
In het spel moet de speler het Discovery-ruimteveer besturen. Het doel is om het platform te verlaten en vervolgens een baan om de Aarde te vliegen. Daarna moet de speler een satelliet repareren en vervolgens weer veilig landen op de Aarde. Al deze activiteiten moeten met zo weinig mogelijk brandstof worden uitgevoerd.

## Ontvangst
| Beoordeeld door                | Jaar | Platform     | Score |
| ------------------------------ | ---- | ------------ | ----- |
| TeleMatch                      | 1983 | Atari 2600   | 100%  |
| TeleMatch                      | 1984 | Commodore 64 | 100%  |
| ASM (Aktueller Software Markt) | 1986 | Amstrad CPC  | 88%   |
| The Video Game Critic          | 1999 | Atari 2600   | 58%   |
| The Video Game Critic          | 2004 | Atari 5200   | 0%    |